# コムシスアドバンス
コムシスアドバンスは主として通信の工事を請け負う情報通信建設会社である。

日本コムシス株式会社の連結子会社であり、日本コムシスグループの一員である。

現在は、系列のコムシスエンジニアリング株式会社と合併した際、存続会社となったが社名はコムシスエンジニアリングへ変更している。

## 事業所
- 本社 東京都杉並区高円寺南（登記上の本店兼ねる）
- 事業所 茨城県つくば市

## 主な建設事業
- 光ファイバーやADSL網の設計、敷設、接続、試験等
- 通信ケーブルを収容するマンホールや地下管路の敷設、都市部における電線
- 共同溝（C・C・BOX）や情報BOXの築造を行う通信土木工事および下水道工事における非開削工法（エースモール工法）やエースモールマシン等のメンテナンスなどを行う通信土木工事
- 鉄塔工事（ドコモ等）のコンサル、設計、施工
- 交換機や伝送装置などハード及びソフトのネットワーク工事
- 電話機やファックスなどの端末機器及びPBXなどの建設、保守
- インターネット、LAN、CATVの接続、構築、IP電話工事

## 沿革
- 1952年 中央電気通信建設株式会社として設立。
- 1955年 甲府出張所開設。
- 1968年 栃木出張所開設。
- 1986年 甲府出張所を甲府支店に昇格。
- 1990年 栃木出張所を栃木支店に昇格。
- 1999年 栃木支店閉鎖。日本コムシス株式会社資本参加。
- 2002年 杉並電業株式会社を吸収合併。日本コムシス株式会社の100%子会社となる。日豊建設工業株式会社から営業譲受。
- 2003年 通建機工株式会社を吸収合併。資本金を8,000万円に。コムシステックの営業の一部を譲受。
- 2004年 社名を中央・C株式会社に変更。
- 2006年 施工エリアの一部を吸収分割。
- 2007年 社名をコムシスアドバンス株式会社に変更。
- 2010年 コムシスエンジニアリング(株)と合併し、社名をコムシスエンジニアリング(株)に変更